# Soltau-Therme
Koordinaten: 52° 59′ 30″ N, 9° 50′ 26″ O

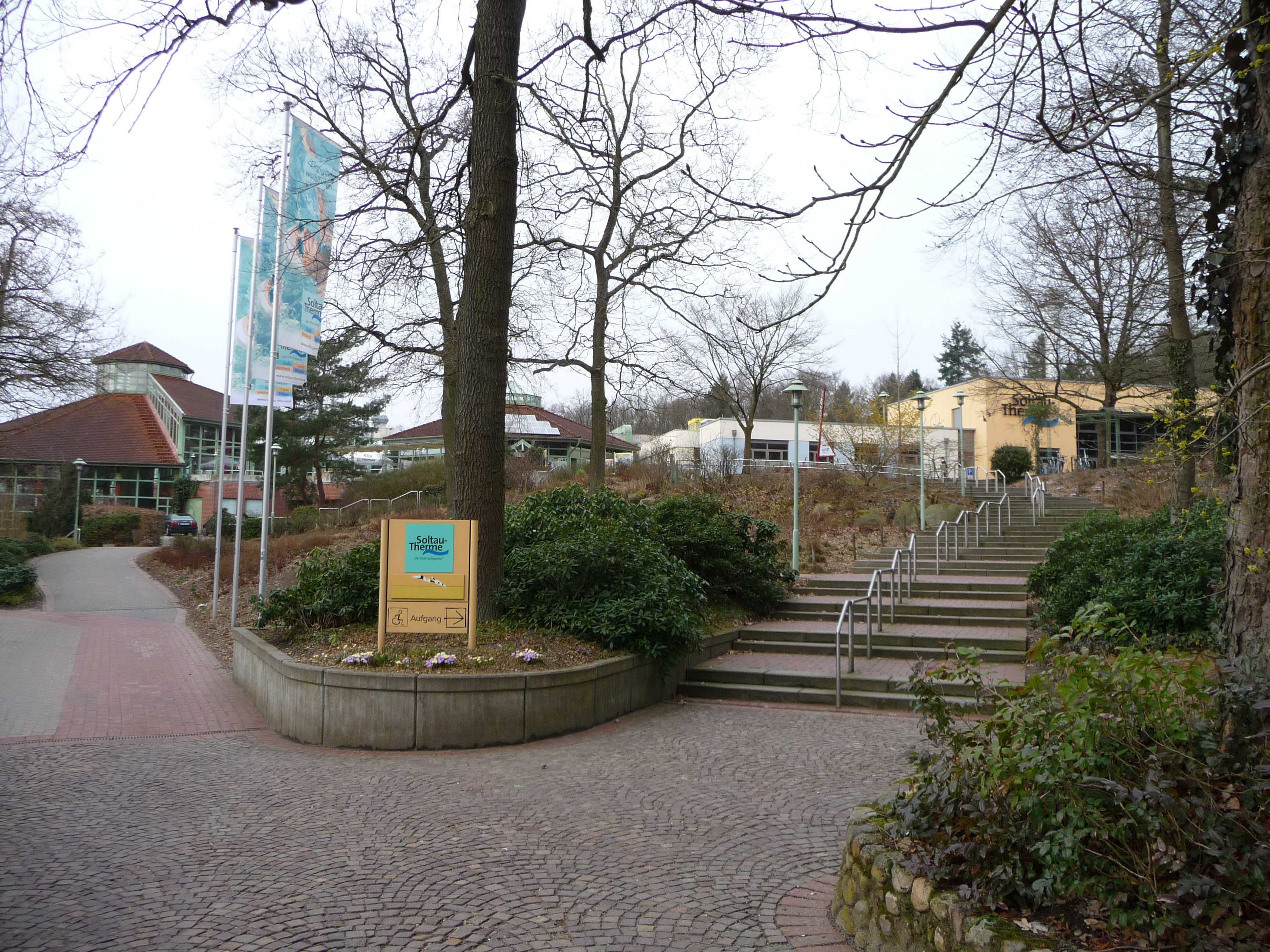
Eingangsbereich der Soltau-Therme

Die Soltau-Therme ist ein Sole- und Allwetterbad in Soltau im Heidekreis in Niedersachsen. Mit mehreren Hunderttausend Besuchern jährlich gehört es zu den bekanntesten und meistbesuchten Schwimmbädern Norddeutschlands.
Das Salz wird aus einer Tiefe von 216 Metern gefördert, der Salzanteil der geförderten Sole beträgt etwa 30 Prozent. Im Wasser der Therme beträgt der Salzgehalt noch bis zu 3,5 Prozent.

## Geschichte

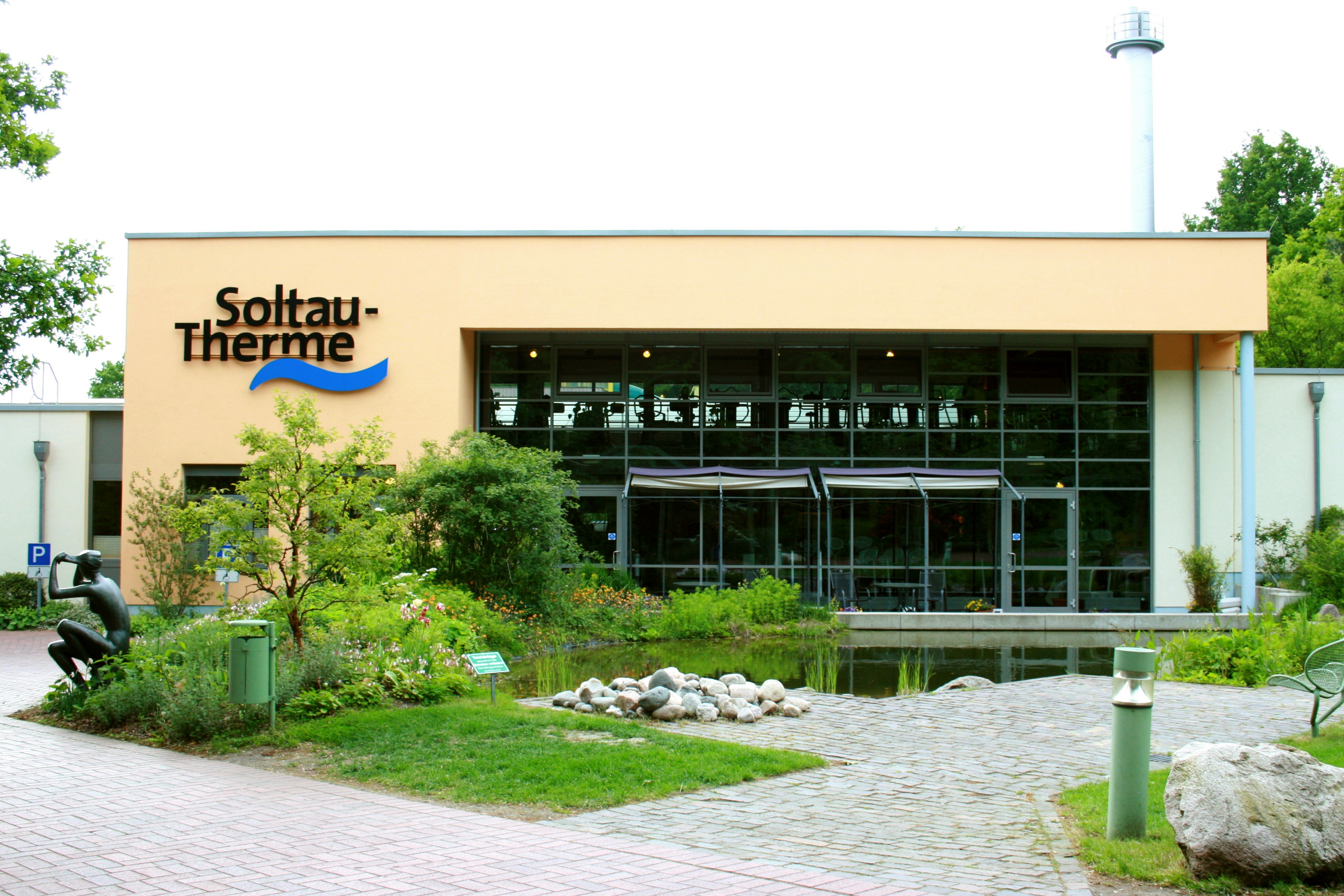
Wellness- und Fitnessbereich der Therme

Bereits 1950 wurde mit dem Bau des Böhmewald-Bades begonnen. Das direkt an der Böhme liegende Freibad wurde 1954 eröffnet. In den Jahren 1960, 1964, 1968 und 1971 fanden in Soltau die Deutschen Meisterschaften im Wasserball statt. 1973 wurde in direkter Nachbarschaft ein Hallenbad errichtet. Die Therme mit Solebad und Sauna wurde 1990 eingeweiht.
Am 1. Januar 2005 übernahm die GMF Gesellschaft für Entwicklung und Management von Freizeitsystemen mbH & Co. KG aus Neuried die Betriebsführung für die Stadtwerke Soltau. Seit 2009 ist die Soltau-Therme Mitglied in der European Waterpark Association.
Zwischen Juli 2012 und Juni 2014 wurde das Hallenbad zu einem Allwetterbad mit auffahrbarem Hallendach umgebaut, ab Mitte Mai 2013 war es wegen des Umbaus vorübergehend geschlossen. Das Freibad wurde aufgrund der sinkenden Besucherzahlen von nur noch knapp 20.000 Besuchern jährlich im September 2013 endgültig geschlossen. Neben einer großen Liegewiese waren dort ein 50-m-Schwimmbecken, ein Nichtschwimmerbecken (mit Rutsche) und ein Babybecken sowie ein Beachvolleyballfeld vorhanden. Die Gesamtwasserfläche betrug 1.692 m². Die Liegewiese soll weiterhin genutzt werden, zudem wurde der Bau einer Eisbahn in Erwägung gezogen. Am 21. Juni 2014 fand die Neueröffnung des Allwetterbades, des Schwimmbades mit auffahrbarem Cabrio-Dach, statt.
Im August 2018 entstand ein umfangreicher Fliesenschaden im Hallenbad, weshalb es sofort geschlossen wurde. Vor allem weil die Frage der Finanzierung zunächst unbeantwortet blieb, zogen sich die Reparaturarbeiten bis Ende März 2020 hin. Noch bevor es wieder geöffnet werden konnte, wurde in Niedersachsen Mitte März die gesamte Therme wegen der COVID-19-Pandemie in Niedersachsen, dem Erlass der niedersächsischen Landesregierung vom 16. März 2020 folgend, geschlossen.

## Beschreibung

### Sole
Im Sole-Bereich der Soltau-Therme steht ein 600 m² großes Solebecken zur Verfügung, das sich in einen Innenbereich und einen Außenbereich mit Liegewiese gliedert. Die Wassertemperaturen betragen bis zu 36 °C. Daneben gibt es ein Therapierundbecken mit einem Salzgehalt von 5 Prozent, Whirlpoolbecken, Wasserfälle, ein Soledampfbad mit einer Wassertemperatur von 45 °C, ein Tauchbecken und einen separaten Ruheraum mit einem Gradierwerk.

### Allwetterbad
Das Dach des Allwetterbades lässt sich innerhalb von acht Minuten über dem 25 m langen 312 m² großen Schwimmerbecken ganzflächig öffnen. Daneben befinden sich ein 106 m² großes Lehrschwimmbecken, ein Kinder-Badeland, ein separates Sprungbecken mit 5 m-Sprungturm und eine 82 m lange Wasserrutsche.

### Sauna, Wellness und Fitness
Im Innenbereich der Saunalandschaft befinden sich vier Saunen von 45 °C bis 95 °C sowie ein Dampfbad und eine Infrarotkabine. Im Saunagarten stehen drei weitere Saunen, darunter eine Erdsauna und eine Kelo-Sauna. 2008 wurde zudem eine Salzkristallsauna eröffnet. Eine Waldsauna kann von Familien oder Gruppen gebucht werden. Im Wellness-Bereich können die Besucher verschiedene Massagen, Therapien und Kuren nutzen. Auch Solarien stehen bereit. Das Vitadrom ist ein Fitnessstudio innerhalb der Soltau-Therme und bietet auf über 1.000 m² verschiedene Geräte und Kurse an.

### Gastronomie
Im Außenbereich befindet sich die „therme-lounge“, die als Café, Bar und Restaurant nicht nur den Besuchern der Therme offensteht. Im Innenbereich können die Besucher ein SB-Restaurant und eine Saunabar nutzen.

## Besucherzahlen
| Jahr | Besucher insgesamt | Besucher ohne Vitadrom |
| ---- | ------------------ | ---------------------- |
| 2017 |                    | 316.153                |
| 2016 |                    | 337.029                |
| 2015 |                    | 353.000                |
| 2014 |                    | 289.000                |
| 2013 |                    | 267.000                |
| 2012 |                    | 382.000                |
| 2011 |                    | 386.000                |
| 2010 |                    | 389.000                |
| 2009 |                    | 402.000                |
| 2008 |                    | 405.000                |
| 2007 |                    | 390.000                |
| 2006 |                    | 409.000                |
| 2005 | 419.000            | 394.000                |
| 2004 | 430.000            | 406.000                |
| 2003 | 440.000            | 416.000                |
| 2002 | 459.000            | 435.000                |
| 2001 | 485.000            |                        |

Quellen:
, S. 7, S. 22, S. 7, S. 22